# Tatort: Blütenträume
Blütenträume ist ein Fernsehfilm aus der Kriminalreihe Tatort der ARD und des ORF. Der Film wurde vom Hessischen Rundfunk unter der Regie von Claus Peter Witt produziert und am 1. Mai 1983 erstmals ausgestrahlt. Es handelt sich um die Tatort-Folge 147. Für Kriminalhauptkommissar Bergmann war es der dritte und letzte Fall, in dem er ermittelte. Es ist einer der wenigen Tatort-Filme ohne Leiche.

## Handlung
Seemann Harry Rohwedder geht in Hamburg an Land und hat in seinem Seesack umgerechnet eineinhalb Millionen D-Mark Falschgeld. Geschickt umgeht er die Zollkontrolle und versucht nun die 50-Dollar-Blüten in echte Scheine zu verwandeln. Dazu trifft er sich mit dem Hehler Neumeier, der ihn zunächst vertröstet und heimlich seinen Handlanger Golz hinterherschickt. Dieser schlägt Rohwedder nieder und beraubt ihn. Der gefundene Schließfachschlüssel führt ihn jedoch nur zu einem leeren Gepäckfach.
Rohwedder fährt nach Frankfurt, wo seine Ex-Freundin Jutta als Kellnerin arbeitet. Sie staunt nicht schlecht, als sie den Vater ihrer Tochter plötzlich nach fünf Jahren wieder vor sich sieht. Da er gar nichts von ihrer Schwangerschaft wusste, ist er nun stolz auf seine kleine Tochter. Sogleich macht er Pläne für die Zukunft seiner Familie und zeigt Jutta das Geld, das er angeblich in Las Vegas im Spielcasino gewonnen hat. Rohwedder hat sogar Fotos, die ihn als strahlenden Gewinner zeigen.
Er versucht nun, etwas geschickter als in Hamburg, die Blüten in echte DM-Scheine umzutauschen. In der Uniform eines Master Sergeants der US Air Force kann er problemlos in jedem Geschäft mit Dollarnoten einkaufen, ohne dass jemand Verdacht schöpft. Bei einer Taxifahrt allerdings gerät er in Streit mit dem Fahrer, da dieser keine Dollar, sondern D-Mark will. Im Gerangel schlägt Rohwedder den Taxifahrer nieder und flüchtet. Bei dem Sturz auf das Straßenpflaster verletzt sich der Taxifahrer schwer und wird bewusstlos ins Krankenhaus gebracht. Zeugen werten dies als Überfall auf den Fahrer und rufen die Polizei. Einer der Zeugen hat einen Luftwaffenoffizier gesehen, sodass der ermittelnde Kommissar Bergmann nach diesem fahndet. Da der Täter seinen Koffer im Auto liegengelassen hat, kann die Polizei ausreichend Fingerabdrücke sichern. Ein Fünfzigdollarschein wird ebenfalls gefunden und schnell festgestellt, dass es sich dabei um Falschgeld handelt, denn in der Zwischenzeit sind schon einige der falschen Dollarnoten in Frankfurt aufgetaucht. Assistent Wegener hat bereits recherchiert und berichtet Bergmann, dass in Brooklyn vor drei Monaten eine Fälscherwerkstatt ausgehoben wurde und die Blüten sehr wahrscheinlich von dort stammen. Bergmann ist jedoch klar, dass derjenige, der in Frankfurt das Falschgeld verteilt, kein Profi sein kann, wenn er es einzeln in Geschäften ausgibt.
Da bereits die Zeitungen von den falschen Dollarnoten berichten, ist Jutta klar, dass das nur Harrys Geld sein kann. Sie ist sauer, dass er sie belogen hat und in Wahrheit ein Gangster ist. Er beruhigt sie, dass er das Geld regelrecht auf der Straße gefunden hätte, da die Polizei eine Fälscherwerkstatt entdeckt und einer der Fälscher sich das Geld versteckt hatte, was er dann an sich genommen hat.
Rohwedder kann nach dem Pressewirbel die Geldscheine nicht mehr einzeln in Umlauf bringen und versucht einen Mittelsmann einzuschalten. Er weiß allerdings nicht, dass Golz seit seinem Versuch in Hamburg die Dollarnoten abzusetzen, immer noch hinter ihm und dem Geld her ist. Der findet ihn und anstatt Golz zum Versteck des Geldes zu führen, trickst Rohwedder ihn wieder aus, wird dabei er aber angeschossen und Golz entkommt. Rohwedder wird ins Krankenhaus gebracht, wo er von Kommissar Bergmann Besuch bekommt. Der erklärt ihm, dass er wisse, dass er das Falschgeld in Frankfurt verteilt hat und dass er offensichtlich in großer Gefahr schwebt.
Golz trifft sich inzwischen mit seinem Auftraggeber Neumeier, dem er wieder einen Fehlschlag melden muss. Um den wieder auszubügeln will er sich an Rohwedders Freundin halten. Er findet ihre Adresse heraus und durchwühlt die ganze Wohnung. Schockiert darüber in den Focus von Ganoven geraten zu sein, will sie die Beziehung zu Rohwedder beenden. Der verlässt heimlich das Krankenhaus, da er sich mit einem Mittelsmann treffen will. Dabei merkt er, dass er von der Polizei observiert wird und schüttelt seine Verfolger geschickt ab. Er trifft sich mit Manfred Starek, einem Frankfurter Hehler, der ihm 250.000 DM für die falschen Dollarnoten geben will. Um die Ware übergeben zu können, muss er sie aus ihrem Versteck holen, dabei wird er von Golz überwacht, den er wieder einmal austrickst. Er trifft sich am Hauptbahnhof mit Olschesky, dem er für Starek das Geld übergeben soll und im Gegenzug seine ausgehandelte Summe bekommt.
Als Olschesky und Starek mit dem Seesack voller Falschgeld zu ihrem Auto in die Tiefgarage gehen, erwarten sie dort Bergmann und Wegener, die beide festnehmen. Rohwedder sitzt bereits im Zug nach München und muss sich kurz vor der Abfahrt von der Bahnpolizei aus dem Zug bitten lassen. Seine gelöste Fahrkarte hat er offensichtlich mit Falschgeld bezahlt. Daraufhin öffnet er seine Brieftasche und blättert ungläubig in seinen gerade eingetauschten Scheinen.

## Hintergrund
Blütenträume wurde vom 8. November 1982 bis zum 17. Dezember 1982 in Frankfurt und Umgebung sowie Hamburg gedreht und am 1. Mai 1983 erstgesendet.

## Rezeption

### Einschaltquote
Die Erstausstrahlung verfolgten 16,92 Millionen Zuschauer, was einem Marktanteil von 48,00 Prozent entspricht.

### Kritik
TV Spielfilm zeigte den Daumen zur Seite und befand nachträglich, der Film sei ein „angestaubter 80er-Oldie der Krimireihe“.